# Ciclismo ai Giochi della XXXII Olimpiade - Corsa in linea maschile
La corsa in linea maschile dei Giochi della XXXII Olimpiade si è svolta il 24 luglio 2021 su un percorso di 234 km con partenza dal parco Musashino-no-mori in Giappone a Tokyo e arrivo al circuito del Fuji. Alla gara hanno preso parte 130 atleti e l'oro è stato conquistato dall'ecuadoregno Richard Carapaz, mentre l'argento e il bronzo sono andati rispettivamente al belga Wout Van Aert e allo sloveno Tadej Pogačar.

## Percorso
La prova in linea si è svolta su un percorso di 234 km con un dislivello di 4865 metri e cinque salite, tutte sopra i mille metri. La partenza è avvenuta a Tokyo dal parco Musashino-no-mori e l'arrivo al circuito del Fuji ai piedi del monte Fuji. Dopo i primi 40 km pianeggianti, è iniziata una lunga strada in salita di 40 km che ha portato i corridori al primo GPM a 1121 m, a Doushi Road, quindi un breve falsopiano fino all’ascesa di 4 km al Kagosaka Pass. Dopo una lunga discesa che ha portato il gruppo a Gotemba, è iniziata la salita di 15 km al 6% di pendenza media verso il Fuji Sanroku (punto più alto della corsa a quota 1451 m). Al termine della discesa che ha riportato i ciclisti a Gotemba, una fase di saliscendi ha portato alla quarta salita, il Mikuni Pass, una salita di 6,5 km con una pendenza media del 10,5% e punte del 22%. Dopo una breve discesa è stato nuovamente affrontato il Kagosaka Pass. Una volta giunti in vetta, a poco più di 22 km all'arrivo, sono seguiti una ripida discesa e negli ultimi 10 km, contraddistinti da una strada molto mossa.

## Squadre e corridori partecipanti
Alla competizione hanno partecipato 130 ciclisti di 57 nazioni. Le prime sei nazioni del ranking UCI hanno schierato cinque corridori a testa: Belgio, Colombia, Italia, Spagna, Francia e Paesi Bassi. Le nazioni dal settimo al tredicesimo ne hanno avuti quattro al via, dal quattordicesimo al ventunesimo tre, dal ventiduesimo al trentaduesimo due e dal trentatreesimo al cinquantesimo posto un solo atleta.

## Ordine d'arrivo
| Pos. | N. gara | Ciclista                   | Nazione       | Tempo   | Distacco |
| ---- | ------- | -------------------------- | ------------- | ------- | -------- |
|      | 60      | Richard Carapaz            | Ecuador       | 6:05:26 |          |
|      | 4       | Wout Van Aert              | Belgio        | 6:06:33 | + 1:07   |
|      | 6       | Tadej Pogačar              | Slovenia      | 6:06:33 | + 1:07   |
| 4    | 32      | Bauke Mollema              | Paesi Bassi   | 6:06:33 | + 1:07   |
| 5    | 79      | Michael Woods              | Canada        | 6:06:33 | + 1:07   |
| 6    | 87      | Brandon McNulty            | Stati Uniti   | 6:06:33 | + 1:07   |
| 7    | 13      | David Gaudu                | Francia       | 6:06:33 | + 1:07   |
| 8    | 38      | Rigoberto Urán             | Colombia      | 6:06:33 | + 1:07   |
| 9    | 23      | Adam Yates                 | Gran Bretagna | 6:06:33 | + 1:07   |
| 10   | 50      | Maximilian Schachmann      | Germania      | 6:06:47 | + 1:21   |
| 11   | 70      | Michał Kwiatkowski         | Polonia       | 6:07:01 | + 1:35   |
| 12   | 44      | Jakob Fuglsang             | Danimarca     | 6:08:09 | + 2:43   |
| 13   | 55      | João Almeida               | Portogallo    | 6:09:04 | + 3:38   |
| 14   | 24      | Alberto Bettiol            | Italia        | 6:09:04 | + 3:38   |
| 15   | 33      | Dylan van Baarle           | Paesi Bassi   | 6:09:04 | + 3:38   |
| 16   | 58      | Daniel Martin              | Irlanda       | 6:09:04 | + 3:38   |
| 17   | 22      | Simon Yates                | Gran Bretagna | 6:09:04 | + 3:38   |
| 18   | 83      | Patrick Konrad             | Austria       | 6:09:04 | + 3:38   |
| 19   | 71      | Rafał Majka                | Polonia       | 6:09:06 | + 3:40   |
| 20   | 27      | Gianni Moscon              | Italia        | 6:09:08 | + 3:42   |
| 21   | 91      | Aleksej Lucenko            | Kazakistan    | 6:11:46 | + 6:20   |
| 22   | 99      | Toms Skujiņš               | Lettonia      | 6:11:46 | + 6:20   |
| 23   | 17      | Gorka Izagirre             | Spagna        | 6:11:46 | + 6:20   |
| 24   | 25      | Damiano Caruso             | Italia        | 6:11:46 | + 6:20   |
| 25   | 51      | Marc Hirschi               | Svizzera      | 6:11:46 | + 6:20   |
| 26   | 72      | George Bennett             | Nuova Zelanda | 6:11:46 | + 6:20   |
| 27   | 14      | Guillaume Martin           | Francia       | 6:11:46 | + 6:20   |
| 28   | 8       | Primož Roglič              | Slovenia      | 6:11:46 | + 6:20   |
| 29   | 48      | Emanuel Buchmann           | Germania      | 6:11:46 | + 6:20   |
| 30   | 85      | Hermann Pernsteiner        | Austria       | 6:13:17 | + 7:51   |
| 31   | 54      | Michael Schär              | Svizzera      | 6:13:17 | + 7:51   |
| 32   | 62      | Pavel Sivakov              | ROC           | 6:13:17 | + 7:51   |
| 33   | 98      | Krists Neilands            | Lettonia      | 6:15:38 | + 10:12  |
| 34   | 66      | Markus Hoelgaard           | Norvegia      | 6:15:38 | + 10:12  |
| 35   | 111     | Yukiya Arashiro            | Giappone      | 6:15:38 | + 10:12  |
| 36   | 80      | Michael Kukrle             | Rep. Ceca     | 6:15:38 | + 10:12  |
| 37   | 100     | Kevin Geniets              | Lussemburgo   | 6:15:38 | + 10:12  |
| 38   | 12      | Kenny Elissonde            | Francia       | 6:15:38 | + 10:12  |
| 39   | 110     | Eder Frayre                | Messico       | 6:15:38 | + 10:12  |
| 40   | 52      | Stefan Küng                | Svizzera      | 6:15:38 | + 10:12  |
| 41   | 56      | Nelson Oliveira            | Portogallo    | 6:15:38 | + 10:12  |
| 42   | 19      | Alejandro Valverde         | Spagna        | 6:15:38 | + 10:12  |
| 43   | 7       | Jan Polanc                 | Slovenia      | 6:15:38 | + 10:12  |
| 44   | 29      | Tom Dumoulin               | Paesi Bassi   | 6:15:38 | + 10:12  |
| 45   | 34      | Esteban Chaves             | Colombia      | 6:15:38 | + 10:12  |
| 46   | 94      | Tanel Kangert              | Estonia       | 6:15:38 | + 10:12  |
| 47   | 61      | Jhonatan Narváez           | Ecuador       | 6:15:38 | + 10:12  |
| 48   | 42      | Richie Porte               | Australia     | 6:15:38 | + 10:12  |
| 49   | 3       | Remco Evenepoel            | Belgio        | 6:15:38 | + 10:12  |
| 50   | 96      | Amanuel Gebreigzabhier     | Eritrea       | 6:15:38 | + 10:12  |
| 51   | 31      | Wilco Kelderman            | Paesi Bassi   | 6:15:38 | + 10:12  |
| 52   | 74      | Stefan de Bod              | Sudafrica     | 6:16:53 | + 11:27  |
| 53   | 28      | Vincenzo Nibali            | Italia        | 6:16:53 | + 11:27  |
| 54   | 47      | Nikias Arndt               | Germania      | 6:16:53 | + 11:27  |
| 55   | 97      | Merhawi Kudus              | Eritrea       | 6:16:53 | + 11:27  |
| 56   | 93      | Anatolij Budjak            | Ucraina       | 6:16:53 | + 11:27  |
| 57   | 11      | Benoît Cosnefroy           | Francia       | 6:16:53 | + 11:27  |
| 58   | 2       | Tiesj Benoot               | Belgio        | 6:16:53 | + 11:27  |
| 59   | 63      | Aleksandr Vlasov           | ROC           | 6:16:53 | + 11:27  |
| 60   | 26      | Giulio Ciccone             | Italia        | 6:16:53 | + 11:27  |
| 61   | 65      | Tobias Foss                | Norvegia      | 6:16:53 | + 11:27  |
| 62   | 16      | Jesús Herrada              | Spagna        | 6:16:53 | + 11:27  |
| 63   | 108     | Polychronis Tzortzakis     | Grecia        | 6:21:46 | + 16:20  |
| 64   | 124     | Muradjan Khalmuratov       | Uzbekistan    | 6:21:46 | + 16:20  |
| 65   | 77      | Guillaume Boivin           | Canada        | 6:21:46 | + 16:20  |
| 66   | 102     | Aljaksandr Rabušėnka       | Bielorussia   | 6:21:46 | + 16:20  |
| 67   | 9       | Jan Tratnik                | Slovenia      | 6:21:46 | + 16:20  |
| 68   | 126     | Andrey Amador              | Costa Rica    | 6:21:46 | + 16:20  |
| 69   | 37      | Nairo Quintana             | Colombia      | 6:21:46 | + 16:20  |
| 70   | 84      | Gregor Mühlberger          | Austria       | 6:21:46 | + 16:20  |
| 71   | 41      | Lucas Hamilton             | Australia     | 6:21:46 | + 16:20  |
| 72   | 40      | Luke Durbridge             | Australia     | 6:21:46 | + 16:20  |
| 73   | 101     | Michel Ries                | Lussemburgo   | 6:21:46 | + 16:20  |
| 74   | 53      | Gino Mäder                 | Svizzera      | 6:21:46 | + 16:20  |
| 75   | 59      | Nicolas Roche              | Irlanda       | 6:21:46 | + 16:20  |
| 76   | 57      | Eddie Dunbar               | Irlanda       | 6:21:46 | + 16:20  |
| 77   | 5       | Mauri Vansevenant          | Belgio        | 6:21:46 | + 16:20  |
| 78   | 45      | Michael Valgren            | Danimarca     | 6:21:46 | + 16:20  |
| 79   | 18      | Ion Izagirre               | Spagna        | 6:21:46 | + 16:20  |
| 80   | 86      | Lawson Craddock            | Stati Uniti   | 6:21:46 | + 16:20  |
| 81   | 35      | Sergio Higuita             | Colombia      | 6:21:46 | + 16:20  |
| 82   | 67      | Tobias Halland Johannessen | Norvegia      | 6:25:12 | + 19:46  |
| 83   | 68      | Andreas Leknessund         | Norvegia      | 6:25:12 | + 19:46  |
| 84   | 112     | Nariyuki Masuda            | Giappone      | 6:25:16 | + 19:50  |
| 85   | 78      | Hugo Houle                 | Canada        | 6:25:16 | + 19:50  |
| DNF  | 123     | Eduardo Sepúlveda          | Argentina     | -       | -        |
| DNF  | 92      | Vadim Pronskij             | Kazakistan    | -       | -        |
| DNF  | 107     | Attila Valter              | Ungheria      | -       | -        |
| DNF  | 76      | Ryan Gibbons               | Sudafrica     | -       | -        |
| DNF  | 75      | Nickolas Dlamini           | Sudafrica     | -       | -        |
| DNF  | 116     | Orluis Aular               | Venezuela     | -       | -        |
| DNF  | 10      | Rémi Cavagna               | Francia       | -       | -        |
| DNF  | 88      | Juraj Sagan                | Slovacchia    | -       | -        |
| DNF  | 21      | Geraint Thomas             | Gran Bretagna | -       | -        |
| DNF  | 69      | Maciej Bodnar              | Polonia       | -       | -        |
| DNF  | 64      | Il'nur Zakarin             | ROC           | -       | -        |
| DNF  | 95      | Peeter Pruus               | Estonia       | -       | -        |
| DNF  | 82      | Zdeněk Štybar              | Rep. Ceca     | -       | -        |
| DNF  | 119     | Josip Rumac                | Croazia       | -       | -        |
| DNF  | 46      | Christopher Juul Jensen    | Danimarca     | -       | -        |
| DNF  | 113     | Manuel Rodas               | Guatemala     | -       | -        |
| DNF  | 15      | Omar Fraile                | Spagna        | -       | -        |
| DNF  | 1       | Greg Van Avermaet          | Belgio        | -       | -        |
| DNF  | 109     | Christofer Jurado          | Panama        | -       | -        |
| DNF  | 89      | Lukáš Kubiš                | Slovacchia    | -       | -        |
| DNF  | 103     | Azzedine Lagab             | Algeria       | -       | -        |
| DNF  | 105     | Eduard Michael Grosu       | Romania       | -       | -        |
| DNF  | 120     | Paul Daumont               | Burkina Faso  | -       | -        |
| DNF  | 43      | Kasper Asgreen             | Danimarca     | -       | -        |
| DNF  | 129     | Feng Chun-kai              | Taipei cinese | -       | -        |
| DNF  | 20      | Tao Geoghegan Hart         | Gran Bretagna | -       | -        |
| DNF  | 125     | Mohcine El Kouraji         | Marocco       | -       | -        |
| DNF  | 90      | Dmitrij Gruzdev            | Kazakistan    | -       | -        |
| DNF  | 73      | Patrick Bevin              | Nuova Zelanda | -       | -        |
| DNF  | 122     | Saeid Safarzadeh           | Iran          | -       | -        |
| DNF  | 30      | Yoeri Havik                | Paesi Bassi   | -       | -        |
| DNF  | 130     | Choy Hiu Fung              | Hong Kong     | -       | -        |
| DNF  | 128     | Royner Navarro             | Perù          | -       | -        |
| DNF  | 104     | Hamza Mansouri             | Algeria       | -       | -        |
| DNF  | 106     | Evaldas Šiškevičius        | Lituania      | -       | -        |
| DNF  | 114     | Moise Mugisha              | Ruanda        | -       | -        |
| DNF  | 115     | Tristan de Lange           | Namibia       | -       | -        |
| DNF  | 117     | Onur Balkan                | Turchia       | -       | -        |
| DNF  | 118     | Ahmet Örken                | Turchia       | -       | -        |
| DNF  | 121     | Wang Ruidong               | Cina          | -       | -        |
| DNF  | 127     | Elchin Asadov              | Azerbaigian   | -       | -        |
| DNS  | 49      | Simon Geschke              | Germania      | -       | -        |
| DNS  | 81      | Michal Schlegel            | Rep. Ceca     | -       | -        |